# Michael Nyman
Michael Laurence Nyman (Londres, 23 de març de 1944) és un compositor minimalista, pianista, llibretista, musicòleg, fotògraf i cineasta britànic. És sobretot conegut per les bandes sonores que va escriure durant la seva llarga col·laboració amb el cineasta britànic Peter Greenaway. La seva popularitat es va disparar després de compondre la banda sonora de la guardonada pel·lícula de Jane Campion El piano (1993), que no va ser nominada a l'Oscar tot i haver-ho estat per l'Acadèmia Britànica i per al Globus d'Or.
Considerat un dels compositors més innovadors i celebrats de la Gran Bretanya, Nyman té una llarga trajectòria que avalen un centenar d'obres. Ha escrit òperes, quartets de corda i concerts orquestrals. També destaquen les seves col·laboracions amb el compositor Sir Harrison Birtwistle i el cantant Damon Albarn. Entre els seus èxits s'hi inclou l'òpera L'home que va confondre la seva dona amb un barret, basada en el treball del neuròleg Oliver Sacks.
El 1976 va formar el seu propi conjunt, la Campiello Band (ara Michael Nyman Band, composta per 11 músics) i després de més de tres dècades, el grup continua sent un laboratori per al seu treball experimental de composició. Moltes obres de cambra les ha compost per la seva banda amb la qual realitza sovint gires de concert.
Nyman s'ha caracteritzat per ser un artista obert, amb sentit de l'humor i imaginació, que li ha permès connectar amb una gran audiència a tot el món.

## Inicis
Nyman va néixer a Stratford, Londres. Va ser acceptat a la Royal Academy of Music el setembre de 1961, i va estudiar amb Bush i Thurston Dart, centrat en el piano del segle xvii i la música barroca. Va guanyar el Premi Memorial Howard Carr per a la composició el juliol de 1964. El 1969, va escriure el llibret de l'òpera Down by the Greenwood Side de Harrison Birtwistle, i va dirigir el curtmetratge Love Love Love (basada en la cançó de The Beatles All You Need Is Love) abans d'exercir de crític musical, on es reconeix en general que ha estat el primer a aplicar el terme de minimalisme a la música (en un article de 1968 a la revista The Spectator sobre el compositor anglès Cornelius Cardew). Va escriure les introduccions dels Concerti Grossi op. 6 de Händel i va portar a terme l'entrevista més important amb George Brecht el 1976.
Les seves primeres composicions pel cinema foren per les pel·lícules de Greenaway on s'inspirà clarament en la música barroca: Henry Purcell a The Draughtsman's Contract i The Cook, the Thief, His Wife & Her Lover, Heinrich Ignaz Franz von Biber a A Zed i Two Noughts, Mozart a Drowning by Numbers, i John Dowland a Prospero's Books.

## El piano
La popularitat de Nyman augmentava significativament després d'escriure la banda sonora de la pel·lícula guanyadora de tres Oscars del 1993: El piano (The piano) de Jane Campion. L'àlbum va esdevenir un best-seller de música clàssica. Encara que la banda sonora de Nyman era primordial a la pel·lícula no va rebre cap nominació a l'Oscar.
La majoria de les nombroses bandes sonores les ha compost per a directors europeus, però també ha escrit per la indústria de Hollywood: Gattaca, Ravenous (junt amb Damon Albarn), i El final de l'idil·li (The End of the Affair).

## Obra no cinematogràfica
L'any 1974 va escriure Música experimental. De John Cage en endavant. La seva defensa brillant i raonada de la música experimental i dels seus principals autors (John Cage, Philip Glass, Morton Feldman, etc.) aviat es va convertir en un estendard d'aquest moviment, que lluitava per fer-se un lloc al costat de l'ortodòxia avantguardista encapçalada per Pierre Boulez i Karlheinz Stockhausen.
Entre l'obra més coneguda de Nyman fora del cinema hi ha els treballs en el món de l'òpera Noises, Sounds & Sweet Airs (1987), per a soprano, contralt, tenor i conjunt instrumental (basat en el ballet de Nyman La Princesse de Milan); Ariel Songs (1990) per a soprano i banda; MGV (Musique à Grande Vitesse) (1993) per a banda i orquestra; concerts per a piano (basat en la banda sonora d'El Piano), violí, clavicèmbal, trombó i saxòfon; l'òpera The Man Who Mistook His Wife for a Hat (1986); i uns quants quartets de corda.
Recentment, ha produït una nova òpera sobre el tema del clonatge sobre un llibret de Victoria Hardie titulat Facing Goya, una expansió de la seva òpera d'un acte Vital Statistics.
Està casat amb Aet Nyman i té dues filles, Molly i Martha. La seva composició per a quartet de cordes Unchained Melody era en homenatge a Aet, i apareixia a The Falls de Greenaway.